# Biblioteca Nacional d'Escòcia
La Biblioteca Nacional d'Escòcia és una institució escocesa que té com a principal missió reunir i conservar la bibliografia d'Escòcia. És una de les cinc col·leccions nacionals d'Escòcia. És una de mes biblioteques de recerca més grosses d'Europa.
Va ser fundat el 1925. Va incorporar el fons de l'Advocates Library, la llibreria de la Facultat de dret d'Edimburg, creada el 1689. Ja el 1710, aquesta va obtenir el dret de demanar un exemplar de qualsevol llibre publicat al Regne Unit. El 2020 tenia uns vint-i-quatre milions de publicacions. Des del 2007 també conserva el Moving Image Archive («Arxiu del imatges mòbils») una col·lecció de 46.000 films i vídeos. Continua eixamplant la col·lecció de llibres i documents digitalitzats, consultables en línia.
El 2013 va ser la primera institució escocesa que va contractar un viquipedista resident. El 2016 en va contractar un de parla gaèlic escocès per ajudar arreu al país grups per desenvolupar la Uicipeid. Aquesta iniciativa ha d'animar més gent a practicar les seves habilitats lingüístiques i compartir el seu coneixement de la cultura, el patrimoni i la comunitat gaèlica.